# Roche-d'Or
Roche-d'Or (toponimo francese; in tedesco Goldenfels, desueto) è una frazione di 37 abitanti del comune svizzero di Haute-Ajoie, nel Canton Giura (distretto di Porrentruy).

## Storia

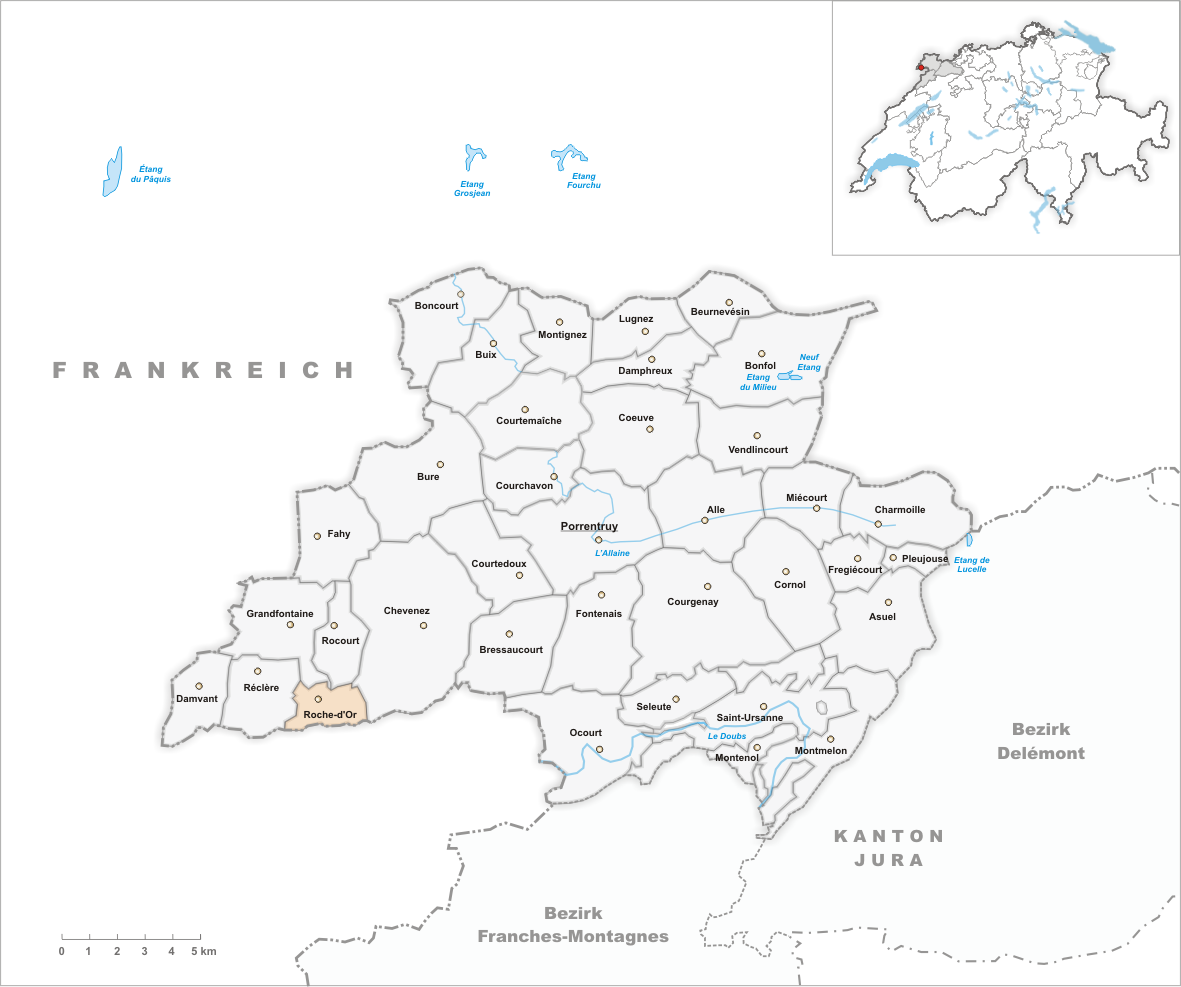
Il territorio del comune di Roche-d'Or prima degli accorpamenti comunali del 2009

Già comune autonomo che si estendeva per 3,46 km², il 1º gennaio 2009 è stato accorpato agli altri comuni soppressi di Chevenez, Damvant e Réclère per formare il nuovo comune di Haute-Ajoie.

## Società

### Evoluzione demografica
L'evoluzione demografica è riportata nella seguente tabella:
Abitanti censiti

## Amministrazione
Dal 1836 comune politico e comune patriziale erano uniti nella forma del commune mixte.